# Salticoida
Salticoida è un clade di ragni non classificati che appartengono alla famiglia dei Salticidae (ragni saltatori). Questo gruppo è il più esteso e diffuso dei due sottogruppi dei "ragni saltatori tipici" (sottofamiglia Salticinae) e si trova praticamente in tutto il mondo. Il suo clade fratello, gli Amycoida, ha una distribuzione prevalentemente sudamericana e anch'esso è molto diversificato ecologicamente.

## Tassonomia
Includendo la maggior parte della biodiversità attuale dei ragni saltatori, Salticoida comprende oltre 400 generi organizzati filogeneticamente in 18 tribù secondo la proposta di Wayne Maddison del 2015..

## Origine ed evoluzione
L'età e l'origine di Salticoida non sono ancora ben determinate. Le prove fossili e la filogenetica molecolare indicano che, entro il tardo Paleogene, le principali linee evolutive erano distintamente riconoscibili. Pertanto, i Salticoidi si sono originati durante o intorno al PETM o un po' prima, ma non esistono ancora fossili di ragni corrispondenti. La loro linea fratello, gli Amycoida, si sono probabilmente originati per dispersione attraverso l'oceano verso il Sud America, che alla fine del Mesozoico era più vicino all'Africa, all'Antartide e al Nord America. I cladi principali di Salticoidi sono diffusi a livello globale e per la maggior parte si sostituiscono geograficamente, quindi non è possibile dedurne molto. Tuttavia, il registro fossile completo di ragni saltatori provenienti dall'ex Gondwana è noto solo molto tempo dopo la rottura del supercontinente nel tardo Mesozoico, anche se i fossili di antichi ragni saltatori sono frequentemente trovati sui continenti settentrionali. Pertanto, se gli Amycoida si sono originati per dispersione su una breve distanza di oceano aperto, i Salticoida sono quasi certamente di origine nordamericana. D'altra parte, i ragni, anche se non tessono ragnatele, sono eccellenti nel disperdersi su distanze estreme per mezzo del ballooning lungo la circolazione atmosferica da giovani. Quindi, i Salticoidi potrebbero essere originati altrove e dispersi in Nord America.